# پلی‌کارپوف آی‌تی‌پی
پلی‌کارپوف آی‌تی‌پی (به انگلیسی: Polikarpov_ITP) یک هواگرد ملخ‌پیشین تک‌موتوره از نوع جنگنده ساخت شرکت پولیکارپوف است. هواگرد پلی‌کارپوف آی‌تی‌پی نخستین پروازش را در ۲۳ فوریه ۱۹۴۲ میلادی انجام داد. برنامه ساخت این هواگرد در نهایت لغو گردید. در مجموع، تعداد ۲ فروند از این هواگرد ساخته شده‌است.